# West Parley
West Parley – wieś w Anglii, w hrabstwie Dorset. Leży 40 km na wschód od miasta Dorchester i 147 km na południowy zachód od Londynu.